# 阿索河

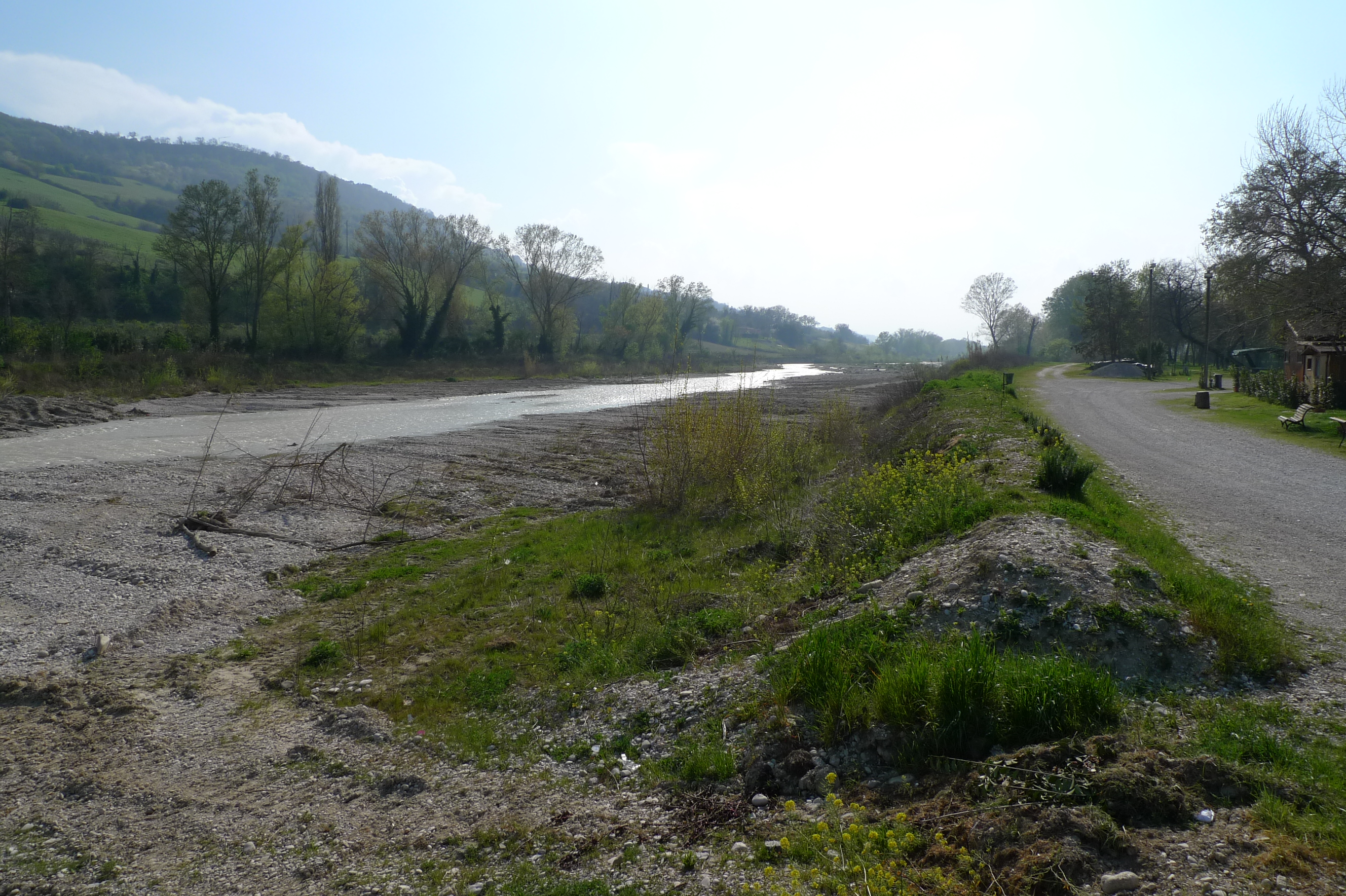

阿索河（義大利語：Aso）是意大利的河流，位於馬爾凱，河道全長63公里，流域面積242平方公里，平均流量每秒2.6立方米，發源自錫比利尼山脈，最終在佩達索注入亞得里亞海。
43°06′N 13°51′E / 43.100°N 13.850°E